# Балов (коммуна)
Балов (нем. Balow) — община в Германии, в земле Мекленбург-Передняя Померания.
Входит в состав района Людвигслуст. Подчиняется управлению Грабов.  Население составляет 336 человек (на 31 декабря 2010 года). Занимает площадь 12,83 км².